# Сайнс, Карлос (младший)
Ка́рлос Сайнс Ва́скеc де Ка́стро (исп. Carlos Sainz Vázquez de Castro), также известный как Ка́рлос Сайнс-мла́дший (род. 1 сентября 1994, Мадрид) — потомственный испанский автогонщик, сын двукратного чемпиона мира по ралли Карлоса Сайнса.
В 2012 году Сайнс-младший принимал участие в Британской и Европейской Формуле-3 в составе команды Carlin. В 2014 году он представлял команду DAMS в Формуле Рено 3.5, став чемпионом серии. С 2015 года выступает в Формуле-1. В 2015—2017 пилот команды Toro Rosso, с Гран-при США 2017 года — пилот команды Renault. 16 августа 2018 года было объявлено о переходе Карлоса в команду McLaren начиная с сезона 2019 года. С 2021 по 2024 год выступал за команду Ferrari. 29 июля 2024 года было объявлено о переходе Сайнса в команду Williams начиная с сезона 2025 года.

## Карьера до Формулы-1

### Картинг
Уроженец Мадрида, Сайнс начал свою карьеру в картинге. В 2008 году он выиграл титул в KF3. Также он занял второе место в испанском чемпионате. В 2009 году Сайнс выиграл престижный картинговый кубок Монако среди юниоров и занял второе место в европейском чемпионате KF3.

### Формула-БМВ (2010)
Карлос Сайнс принимал участие в европейской и тихоокеанской Формуле-БМВ в 2010 году за команду EuroInternational. Его напарником был российский автогонщик Даниил Квят, в дальнейшем — напарник Сайнса по многим другим гоночным сериям. Также Сайнс становится частью программы Red Bull Junior Team.
Первую гонку в Формуле-БМВ он провел как гостевой пилот на трассе Сепанг в Малайзии в Тихоокеанской серии Формулы-БМВ. Так как он был гостевым пилотом, он не мог получать очки, однако сезон для Сайнса сложился очень успешно: второе место в дебютной гонке, три победы в дальнейшем (две на Сепанге, ещё одна в финале в Макао). Благодаря первой из побед в серии Сайнс получил место в Red Bull Junior Team. Хельмут Марко аплодировал Сайнсу и хорошему началу его гоночной карьеры.
В сезоне 2010 европейской Формулы-БМВ Карлос Сайнс выиграл вторую из гонок в Сильверстоуне, пришёл ещё четыре раза на подиум и закончил сезон на 4 месте с 227 очками.

### Формула-Рено 2.0 (2010—2011)
В 2010 году Карлос Сайнс был гостевым пилотом Еврокубка Формулы-Рено 2.0. Также Сайнс принимал участие в этапе зимнего кубка британской Формулы-Рено на трассе Снеттертон, заняв 6 место в первой гонке и не дойдя до финиша во второй.
В 2011 году в составе Koiranen Motorsport Сайнс стал вице-чемпионом Еврокубка Формулы-Рено 2.0, а также выиграл Formula Renault 2.0 Northern European Cup, придя на подиум в 17 гонках сезона из 20 (включая 8 побед).

### Формула-3 (2011—2012)
Карлос Сайнс был гостевым пилотом трёх гонок Евросерии Формулы-3 2011. Во время сезона 2012 года Сайнс принимал участие в Британской Формуле-3, Евросерии Формулы-3 и Чемпионате Европы Формулы-3. В Британской Формуле-3 он одержал 5 побед, финишировал 9 раз на подиуме, завоевал 1 поул-позицию и в итоге занял 6 место. В то же время в Евросерии он побывал на подиуме 2 раза, придя вторым в двух из трёх гонок первого этапа сезона в Хоккенхайме, и завоевал 2 поул-позиции, заняв 9 место в общем зачёте. В Чемпионате Европы Формулы-3 Сайнс, выиграв одну гонку, занял 5 место в сезоне.

### GP3 (2013)
В 2013 году Сайнс выступал в GP3, где представлял команду Arden вместе с Даниилом Квятом. Гонщик дважды пришёл на подиум — в спринтах в Валенсии и Хунгароринге, стартовал с поула в первой гонке этапа в Спа-Франкоршам. При этом дважды за сезон Сайнс был дисквалифицирован в гонке, четыре из восьми этапов не принесли ему очков. Итоговым результатом стало 10 место в чемпионате, с 66 очками, в то время как Квят стал чемпионом GP3.

### Формула-Рено 3.5 (2013—2014)
Сайнс принял участие в Формуле-Рено 3.5 в 2013 году, представляя команду Zeta Corse. Однако, так как он был более сосредоточен на выступлениях в GP3, Сайнс пропустил несколько этапов (в Монце, Арагоне, на Moscow Raceway и Red Bull Ring). По результатам сезона он занял 19 место с 22 очками, придя в очковой зоне трижды.
В 2014 году он перешёл в команду DAMS. В этот раз Сайнс выступал во всех гонках сезона. Одержав 7 побед, Карлос Сайнс стал чемпионом серии. Гонщик семь раз стартовал с поула, шесть раз показал лучшее время круга.

## Формула-1

### Toro Rosso (2015—2017)
С 2015 Сайнс выступал в Формуле-1, выбрав личный номер 55. Его первой командой была Toro Rosso, первым напарником — Макс Ферстаппен. Карлос Сайнс набрал очки в своей дебютной гонке Формулы-1 — Гран-при Австралии 2015 года, однако в целом уступил своему напарнику по итогам сезона. Сайнс набрал 18 очков и занял в чемпионате 15 место, в то время как Ферстаппен был 12-м, с 49 очками. Лучший результат в сезоне Карлос Сайнс завоевал в дождевом Гран-при США, финишировав 7-м; при этом в домашнем Гран-при Испании Сайнс стартовал пятым. В Сингапуре Макс Ферстаппен отказался пропускать Карлоса Сайнса, вопреки приказу команды.
В 2016 Сайнс продолжил выступления за Toro Rosso. Начиная с Гран-при Испании, напарником Карлоса Сайнса стал Даниил Квят, переведённый в Toro Rosso из Red Bull. Макс Ферстаппен был, напротив, отправлен «на повышение» из Toro Rosso в Red Bull. В домашнем Гран-при Сайнс побил свой прежний рекорд лучшего финиша в Формуле-1, заняв 6 место в гонке; при этом Макс Ферстаппен эту гонку выиграл. В целом Сайнс набрал за сезон 2016 значительно больше очков за Toro Rosso, чем Квят, и стал по итогам сезона 12-м, с 46 очками. Шестые места Сайнс занял, помимо домашнего Гран-при Испании, в США и Бразилии (в последнем он пропустил Макса Ферстаппена, прорвавшегося в итоге на подиум).
Сезон 2017 Сайнс также провёл значительно сильнее Квята, набрав очки в девяти гонках за Toro Rosso. При этом между напарниками произошёл конфликт: после квалификации Гран-при Канады Сайнс обвинил Квята в нечестном соперничестве, в Гран-при Великобритании между пилотами произошло столкновение. Кроме того, Карлос Сайнс заявил о том, что не останется на четвёртый сезон в Toro Rosso, если не перейдёт в Red Bull, что вызвало критику в его отношении со стороны руководителей Red Bull.
В середине сентября 2017 было объявлено о переходе Сайнса в Renault вместо Джолиона Палмера. В первой же гонке после этого — Гран-при Сингапура — Сайнс показал свой лучший результат в Гран-при, заняв 4 место.

### Renault (2017—2018)
Начиная с Гран-при США 2017 года, Карлос Сайнс выступает в Формуле-1 за Renault. Его напарником является Нико Хюлькенберг. В дебютном Гран-при в Renault Карлос Сайнс занял 7 место, но больше очков в оставшихся гонках сезона не набирал. Однако большое количество финишей в первой десятке за Toro Rosso позволило Сайнсу занять 9 место в чемпионате и набрать 54 очка (включая очки, набранные в США).
Карлос Сайнс продолжал выступления за Renault в сезоне 2018. Набрал очки в Австралии (10 место), Китае (9 место) и Азербайджане (5 место). В чемпионате пилотов после четырёх этапов занимал 10 место, имея 13 очков. По окончании сезона подтвердил 10 место в чемпионате.

### McLaren (2019—2020)
По окончании сезона 2018 Карлос Сайнс покинул «Рено» и перешёл в «Макларен». Начал сезон он не очень удачно — финишировать впервые удалось только на третьем этапе, да и то вне очковой зоны. Однако затем последовала весьма стабильная серия финишей в очках, прерванная только 11-м местом в Канаде. На Гран-при Германии Карлос приехал пятым, а в Венгрии повторил этот результат. В Интерлагосе впервые в карьере поднялся на подиум на третье место. По итогам сезона 2019 Сайнс стал лучшим из пилотов не из трех топ-команд, заняв 6 место с 96 очками.

### Ferrari (2021—2024)
14 мая 2020 года было объявлено, что с сезона 2021 испанский гонщик будет выступать за Scuderia Ferrari, контракт рассчитан на два года. В составе итальянского коллектива Карлос Сайнс заменил Себастьяна Феттеля. В первый сезон за Ferrari он показал стабильные результаты, закончив на пятом месте в чемпионате, при этом четыре раза поднимался на подиум. В личном зачете Сайнс опередил на 5,5 очков своего партнера по команде Шарля Леклера.
В 2022 году Карлос Сайнс начал сезон с высокими ожиданиями, так как Ferrari показала улучшение в производительности автомобиля, особенно в начале чемпионата. Несмотря на это, первые несколько гонок оказались непростыми. В первых гонках Сайнс столкнулся с рядом трудностей, таких как сходы и ошибки, которые стоили ему важных очков. Однако, он быстро вернулся в борьбу, показывая стабильные результаты. Ключевым моментом сезона для него стала Гран-при Великобритании, где Сайнс завоевал свой первый поул в карьере, а затем и свою первую победу в Формуле 1, что стало важным достижением как для него, так и для Ferrari. Эмоциональная победа в Сильверстоуне была свидетельством его настойчивости и способности извлекать максимум из возможностей автомобиля, даже в условиях высокой конкуренции. Однако сезон не обошёлся без проблем — несмотря на победу, Карлос продолжал сталкиваться с механическими неисправностями и неудачами в стратегиях команды, что привело к потерям очков в ряде гонок. В результате, Сайнс вновь закончил чемпионат на пятом месте в личном зачете.
В 2023 году Ferrari продолжала сталкиваться с проблемами производительности машины, что осложняло борьбу за подиумы и высокие позиции. Несмотря на это, Сайнс продолжил показывать хорошие результаты, включая несколько подиумных финишей и одну победу на Гран-при Сингапура. Он оставался важной частью команды, демонстрируя адаптивность и способность бороться даже в сложных условиях. В чемпионате пилотов Сайнс занял седьмое место, набрав 200 очков.
В 2024 году Сайнс начал сезон квалифицировавшись четвертым и заняв третье место на подиуме в Бахрейне. Во время Гран-при Саудовской Аравии Сайнс заболел аппендицитом, на квалификацию и гонку его заменил резервный гонщик Оливер Берман. После операции Сайнс вернулся на Гран-при Австралии, квалифицировавшись вторым. Он воспользовался сходом Макса Ферстаппена, чтобы выиграть гонку, опередив Леклера, что стало третьей победой Сайнса в гонках Формулы-1.
В 2024 году выиграл Гран-при Мехико, стартовав с поул-позиции. Эта победа стала первой в Мексике для пилота Феррари со времён француза Алена Проста, выигравшего Гран-при Мексики 1990 года.
Сайнс покинул Ferrari после сезона 2024 года, так как он был заменён Льюисом Хэмилтоном.

### Williams (2025—)
29 июля 2024 года стало известно, что Карлос Сайнс подписал двухлетний контракт с возможностью продления с командой Williams. Его партнером по команде стал Алекс Албон.
На Гран-при Китая 2025 года после дисквалификации Льюиса Хэмилтона, Шарля Леклера и Пьера Гасли Сайнс поднялся на 10-е место и завоевал первое очко за новую команду.

## Гоночные результаты
| Сезон | Серия                                    | Команда                   | Гонки | Победы | Поулы | БК | Подиумы | Очки  | Место |
| ----- | ---------------------------------------- | ------------------------- | ----- | ------ | ----- | -- | ------- | ----- | ----- |
| 2010  | Европейская Формула-БМВ                  | EuroInternational         | 16    | 1      | 2     | 2  | 5       | 227   | 4     |
| 2010  | Тихоокеанская Формула-БМВ                | EuroInternational         | 9     | 2      | 3     | 2  | 5       | N/A   | НКЛ†  |
| 2010  | Еврокубок Формулы-Рено 2.0               | Epsilon Euskadi           | 4     | 0      | 0     | 0  | 1       | N/A   | НКЛ†  |
| 2010  | Еврокубок Формулы-Рено 2.0               | Tech 1 Racing             | 4     | 0      | 0     | 0  | 1       | N/A   | НКЛ†  |
| 2010  | Открытый чемпионат Европейской Формулы-3 | De Villota Motorsport     | 4     | 0      | 0     | 0  | 1       | N/A   | НКЛ†  |
| 2010  | Британская Формула-Рено                  | Koiranen Bros. Motorsport | 2     | 0      | 0     | 0  | 0       | 18    | 18    |
| 2011  | Еврокубок Формулы-Рено 2.0               | Koiranen Motorsport       | 14    | 2      | 4     | 5  | 10      | 200   | 2     |
| 2011  | Североевропейский кубок Формулы-Рено     | Koiranen Motorsport       | 20    | 8      | 10    | 12 | 17      | 489   | 1     |
| 2011  | Евросерия Формулы-3                      | Signature                 | 3     | 0      | 0     | 0  | 0       | N/A   | НКЛ†  |
| 2011  | Гран-при Макао                           | Signature                 | 3     | 0      | 0     | 0  | 0       | N/A   | 17    |
| 2012  | Британская Формула-3                     | Carlin                    | 26    | 5      | 1     | 2  | 9       | 224   | 6     |
| 2012  | Евросерия Формулы-3                      | Carlin                    | 24    | 0      | 2     | 0  | 2       | 112   | 9     |
| 2012  | Чемпионат Европы Формулы-3               | Carlin                    | 20    | 1      | 2     | 1  | 5       | 161   | 5     |
| 2012  | Формула-3 Мастерс                        | Carlin                    | 1     | 0      | 0     | 0  | 0       | N/A   | 4     |
| 2012  | Гран-при Макао                           | Carlin                    | 3     | 0      | 0     | 0  | 0       | N/A   | 7     |
| 2013  | GP3                                      | MW Arden                  | 16    | 0      | 1     | 2  | 2       | 66    | 10    |
| 2013  | Мировая серия Рено                       | Zeta Corse                | 9     | 0      | 0     | 1  | 0       | 22    | 19    |
| 2014  | Мировая серия Рено                       | DAMS                      | 17    | 7      | 7     | 6  | 7       | 227   | 1     |
| 2015  | Формула-1                                | Scuderia Toro Rosso       | 19    | 0      | 0     | 0  | 0       | 18    | 15    |
| 2016  | Формула-1                                | Scuderia Toro Rosso       | 21    | 0      | 0     | 0  | 0       | 46    | 12    |
| 2017  | Формула-1                                | Scuderia Toro Rosso       | 16    | 0      | 0     | 0  | 0       | 54    | 9     |
| 2017  | Формула-1                                | Renault Sport F1 Team     | 4     | 0      | 0     | 0  | 0       | 54    | 9     |
| 2018  | Формула-1                                | Renault Sport F1 Team     | 21    | 0      | 0     | 0  | 0       | 30    | 10    |
| 2019  | Формула-1                                | McLaren F1 Team           | 21    | 0      | 0     | 0  | 1       | 96    | 6     |
| 2020  | Формула-1                                | McLaren F1 Team           | 17    | 0      | 0     | 1  | 1       | 105   | 6     |
| 2021  | Формула-1                                | Ferrari                   | 22    | 0      | 0     | 0  | 4       | 164.5 | 5     |
| 2022  | Формула-1                                | Ferrari                   | 22    | 1      | 3     | 2  | 9       | 246   | 5     |
| 2023  | Формула-1                                | Ferrari                   | 21    | 1      | 2     | 0  | 3       | 200   | 7     |
| 2024  | Формула-1                                | Ferrari                   | 23    | 2      | 1     | 1  | 9       | 290   | 5     |
| 2025  | Формула-1                                | Williams Racing           | 11    | 0      | 0     | 0  | 0       | 13    | 15*   |

* Сезон продолжается.
† Сайнс был гостевым пилотом и не мог получать очки.

### Результаты выступлений в Евросерии Формулы-3
(Гонки выделенные жирным шрифтом обозначают старт с поул-позиции; Гонки выделенные курсивом обозначают быстрый круг)
| Год  | Номер     | Двигатель  | 1       | 2       | 3       | 4       | 5       | 6       | 7         | 8       | 9       | 10         | 11        | 12       | 13      | 14       | 15       | 16       | 17      | 18      | 19         | 20       | 21      | 22         | 23       | 24       | 25         | 26         | 27      | Место | Очки |
| ---- | --------- | ---------- | ------- | ------- | ------- | ------- | ------- | ------- | --------- | ------- | ------- | ---------- | --------- | -------- | ------- | -------- | -------- | -------- | ------- | ------- | ---------- | -------- | ------- | ---------- | -------- | -------- | ---------- | ---------- | ------- | ----- | ---- |
| 2011 | Signature | Volkswagen | LEC 1   | LEC 2   | LEC 3   | HOC 1   | HOC 2   | HOC 3   | ZAN 1     | ZAN 2   | ZAN 3   | RBR 1      | RBR 2     | RBR 3    | NOR 1   | NOR 2    | NOR 3    | NÜR 1    | NÜR 2   | NÜR 3   | SIL 1      | SIL 2    | SIL 3   | VAL 1      | VAL 2    | VAL 3    | HOC 1 Сход | HOC 2 Сход | HOC 3 5 | НК†   | 0    |
| 2012 | Carlin    | Volkswagen | HOC 1 2 | HOC 2 5 | HOC 3 2 | BRH 1 4 | BRH 2 6 | BRH 3 4 | RBR 1 16† | RBR 2 7 | RBR 3 5 | NOR 1 Сход | NOR 2 25† | NOR 3 19 | NÜR 1 7 | NÜR 2 15 | NÜR 3 10 | ZAN 1 11 | ZAN 2 9 | ZAN 3 5 | VAL 1 Сход | VAL 2 10 | VAL 3 6 | HOC 1 Сход | HOC 2 13 | HOC 3 11 |            |            |         | 9     | 112  |

† Сайнс был гостевым пилотом и не мог получать очки.

### Результаты выступлений в GP3
(Гонки выделенные жирным шрифтом обозначают старт с поул-позиции; Гонки выделенные курсивом обозначают быстрый круг)
| Год  | Команда  | 1          | 2           | 3         | 4         | 5          | 6          | 7         | 8         | 9         | 10        | 11           | 12         | 13        | 14        | 15          | 16         | Место | Очки |
| ---- | -------- | ---------- | ----------- | --------- | --------- | ---------- | ---------- | --------- | --------- | --------- | --------- | ------------ | ---------- | --------- | --------- | ----------- | ---------- | ----- | ---- |
| 2013 | MW Arden | ESP FEA 15 | ESP SPR ДСК | VAL FEA 5 | VAL SPR 3 | GBR FEA 13 | GBR SPR 13 | GER FEA 6 | GER SPR 5 | HUN FEA 5 | HUN SPR 2 | BEL FEA Сход | BEL SPR 13 | ITA FEA 9 | ITA SPR 9 | ABU FEA ДСК | ABU SPR 18 | 10    | 66   |

### Результаты выступлений в Мировой серии Рено
(Гонки выделенные жирным шрифтом обозначают старт с поул-позиции; Гонки выделенные курсивом обозначают быстрый круг)
| Год  | Команда    | 1        | 2       | 3     | 4       | 5       | 6          | 7         | 8        | 9       | 10    | 11         | 12      | 13       | 14        | 15         | 16         | 17       | Место | Очки |
| ---- | ---------- | -------- | ------- | ----- | ------- | ------- | ---------- | --------- | -------- | ------- | ----- | ---------- | ------- | -------- | --------- | ---------- | ---------- | -------- | ----- | ---- |
| 2013 | Zeta Corse | MNZ 1    | MNZ 2   | ALC 1 | ALC 2   | MON 1 6 | SPA 1 Сход | SPA 2 18† | MSC 1    | MSC 2   | RBR 1 | RBR 2      | HUN 1 7 | HUN 2 22 | LEC 1 16† | LEC 2 Сход | CAT 1 Сход | CAT 2 6  | 19th  | 22   |
| 2014 | DAMS       | MNZ 1 18 | MNZ 2 1 | ALC 1 | ALC 2 4 | MON 1 4 | SPA 1      | SPA 2 1   | MSC 1 14 | MSC 2 6 | NÜR 1 | NÜR 2 Сход | HUN 1 4 | HUN 2 6  | LEC 1     | LEC 2 1    | JER 1 15   | JER 2 11 | 1     | 227  |

† Гонщик не финишировал, но был классифицирован так как проехал 90 % гоночной дистанции.

### Результаты выступлений в Формуле-1
| Легенда к таблице |                                                                    |
| --- | ------------------------------------------------------------------ |
| В таблице перечислены результаты всех Гран-при Формулы-1, в которых принимал участие гонщик. Строками таблицы являются сезоны, столбцами — этапы чемпионата мира. В каждой клетке указаны сокращённое название этапа и результат, дополнительно обозначенный цветом. Расшифровка обозначений и цветов представлена в нижеследующей таблице. |                                                                    |
| \| Пример \| Описание \| \| ------------ \| ------------------------------------------------------------------ \| \| 1 \| Победитель \| \| 2 \| Второе место \| \| 3 \| Третье место \| \| 5 \| Финишировал, заработав очки \| \| Сход \| Не финишировал, но при этом заработал очки \| \| 12 \| Финишировал, не получив очков \| \| НКЛ \| Финишировал, но не попал в финальную классификацию \| \| 15 \| Участвовал вне зачёта, либо по отдельной классификации \| \| 18 \| Не финишировал, но попал в финальную классификацию \| \| Сход \| Не финишировал \| \| НКВ \| Не прошёл квалификацию \| \| НПКВ \| Не прошёл предквалификацию \| \| ДСК \| Дисквалифицирован \| \| ИСК \| Исключён из протокола соревнований \| \| ТТ \| Заявлен для участия только в тренировках \| \| НС \| Участвовал в квалификации, но не стартовал в гонке \| \| Т \| Травмирован или болен \| \| ОТК \| Отказ от участия \| \| НТР \| Прибыл на соревнования, но на трассу не выезжал \| \| НПР \| Был заявлен в числе участников, но не прибыл к началу соревнований \| \| О \| Соревнования отменены \| \| \| Не участвовал \| \| Поул-позиция \| \| \| Быстрый круг \| \| |                                                                    |
| Пример | Описание                                                           |
| 1 | Победитель                                                         |
| 2 | Второе место                                                       |
| 3 | Третье место                                                       |
| 5 | Финишировал, заработав очки                                        |
| Сход | Не финишировал, но при этом заработал очки                         |
| 12 | Финишировал, не получив очков                                      |
| НКЛ | Финишировал, но не попал в финальную классификацию                 |
| 15 | Участвовал вне зачёта, либо по отдельной классификации             |
| 18 | Не финишировал, но попал в финальную классификацию                 |
| Сход | Не финишировал                                                     |
| НКВ | Не прошёл квалификацию                                             |
| НПКВ | Не прошёл предквалификацию                                         |
| ДСК | Дисквалифицирован                                                  |
| ИСК | Исключён из протокола соревнований                                 |
| ТТ | Заявлен для участия только в тренировках                           |
| НС | Участвовал в квалификации, но не стартовал в гонке                 |
| Т | Травмирован или болен                                              |
| ОТК | Отказ от участия                                                   |
| НТР | Прибыл на соревнования, но на трассу не выезжал                    |
| НПР | Был заявлен в числе участников, но не прибыл к началу соревнований |
| О | Соревнования отменены                                              |
| | Не участвовал                                                      |
| Поул-позиция |                                                                    |
| Быстрый круг |                                                                    |

| Сезон | Команда                   | Шасси            | Двигатель                                 | Ш | 1        | 2        | 3        | 4        | 5      | 6      | 7        | 8        | 9        | 10       | 11       | 12       | 13       | 14       | 15       | 16       | 17     | 18       | 19       | 20       | 21       | 22     | 23    | 24    | Место | Очки  |
| ----- | ------------------------- | ---------------- | ----------------------------------------- | - | -------- | -------- | -------- | -------- | ------ | ------ | -------- | -------- | -------- | -------- | -------- | -------- | -------- | -------- | -------- | -------- | ------ | -------- | -------- | -------- | -------- | ------ | ----- | ----- | ----- | ----- |
| 2015  | Scuderia Toro Rosso       | Toro Rosso STR10 | Renault Energy F1-2015 1,6 V6T            | P | АВС 9    | МАЛ 8    | КИТ 14   | БАХ Сход | ИСП 9  | МОН 10 | КАН 12   | АВТ Сход | ВЕЛ Сход | ВЕН Сход | БЕЛ Сход | ИТА 11   | СИН 9    | ЯПО 10   | РОС Сход | США 7    | МЕК 13 | БРА Сход | АБУ 11   |          |          |        |       |       | 15    | 18    |
| 2016  | Scuderia Toro Rosso       | Toro Rosso STR11 | Ferrari 059/4 1,6 V6T                     | P | АВС 9    | БАХ Сход | КИТ 9    | РОС 12   | ИСП 6  | МОН 8  | КАН 9    | ЕВР Сход | АВТ 8    | ВЕЛ 8    | ВЕН 8    | ГЕР 14   | БЕЛ Сход | ИТА 15   | СИН 14   | МАЛ 11   | ЯПО 17 | США 6    | МЕК 16   | БРА 6    | АБУ Сход |        |       |       | 12    | 46    |
| 2017  | Scuderia Toro Rosso       | Toro Rosso STR12 | Renault R.E.17 1,6 V6T                    | P | АВС 8    | КИТ 7    | БАХ Сход | РОС 10   | ИСП 7  | МОН 6  | КАН Сход | АЗЕ 8    | АВТ Сход | ВЕЛ Сход | ВЕН 7    | БЕЛ 10   | ИТА 14   | СИН 4    | МАЛ Сход | ЯПО Сход |        |          |          |          |          |        |       |       | 9     | 54    |
| 2017  | Renault Sport F1 Team     | Renault R.S.17   | Renault R.E.17 1,6 V6T                    | P |          |          |          |          |        |        |          |          |          |          |          |          |          |          |          |          | США 7  | МЕК Сход | БРА 11   | АБУ Сход |          |        |       |       | 9     | 54    |
| 2018  | Renault Sport F1 Team     | Renault R.S.18   | Renault R.E.18 1,6 V6T                    | P | АВС 10   | БАХ 11   | КИТ 9    | АЗЕ 5    | ИСП 7  | МОН 10 | КАН 8    | ФРА 8    | АВТ 12   | ВЕЛ Сход | ГЕР 12   | ВЕН 9    | БЕЛ 11   | ИТА 8    | СИН 8    | РОС 17   | ЯПО 10 | США 7    | МЕК Сход | БРА 12   | АБУ 6    |        |       |       | 10    | 53    |
| 2019  | McLaren F1 Team           | McLaren MCL34    | Renault E-Tech 19 1,6 V6                  | P | АВС Сход | БАХ Сход | КИТ 14   | АЗЕ 7    | ИСП 8  | МОН 6  | КАН 11   | ФРА 6    | АВТ 8    | ВЕЛ 6    | ГЕР 5    | ВЕН 5    | БЕЛ Сход | ИТА Сход | СИН 12   | РОС 6    | ЯПО 5  | МЕК 13   | США 8    | БРА 3    | АБУ 10   |        |       |       | 6     | 96    |
| 2020  | McLaren F1 Team           | McLaren MCL35    | Renault E-Tech 20 1,6 V6                  | P | АВТ 5    | ШТИ 9    | ВЕН 9    | ВЕЛ 13   | 70Л 13 | ИСП 6  | БЕЛ НС   | ИТА 2    | ТОС Сход | РОС Сход | АЙФ 5    | ПОР 6    | ЭМИ 7    | ТУР 5    | БАХ 5    | САХ 4    | АБУ 6  |          |          |          |          |        |       |       | 6     | 105   |
| 2021  | Scuderia Ferrari          | Ferrari SF21     | Ferrari 065/6 1,6 V6T                     | P | БАХ 8    | ЭМИ 5    | ПОР 11   | ИСП 7    | МОН 2  | АЗЕ 8  | ФРА 11   | ШТИ 6    | АВТ 5    | ВЕЛ 6    | ВЕН 3    | БЕЛ 10   | НИД 7    | ИТА 6    | РОС 3    | ТУР 8    | США 7  | МЕХ 6    | САП 6    | КАТ 7    | САУ 8    | АБУ 3  |       |       | 5     | 164,5 |
| 2022  | Scuderia Ferrari          | Ferrari F1-75    | Ferrari 066/7 1,6 V6T                     | P | БАХ 2    | САУ 3    | АВС Сход | ЭМИ Сход | МАЙ 3  | ИСП 4  | МОН 2    | АЗЕ Сход | КАН 2    | ВЕЛ 1    | АВТ Сход | ФРА 5    | ВЕН 4    | БЕЛ 3    | НИД 8    | ИТА 4    | СИН 3  | ЯПО Сход | США Сход | МЕХ 5    | САП 3    | АБУ 4  |       |       | 5     | 246   |
| 2023  | Scuderia Ferrari          | Ferrari SF-23    | Ferrari 066/10 1,6 V6T                    | P | БАХ 4    | САУ 6    | АВС 12   | АЗЕ 5    | МАЙ 5  | МОН 8  | ИСП 5    | КАН 5    | АВТ 6    | ВЕЛ 10   | ВЕН 8    | БЕЛ Сход | НИД 5    | ИТА 3    | СИН 1    | ЯПО 6    | КАТ НС | США 3    | МЕХ 4    | САП 6    | ЛАС 6    | АБУ 18 |       |       | 7     | 200   |
| 2024  | Scuderia Ferrari          | Ferrari SF-24    | Ferrari 066/12 1,6 V6T                    | P | БАХ 3    | САУ Т    | АВС 1    | ЯПО 3    | КИТ 5  | МАЙ 5  | ЭМИ 5    | МОН 3    | КАН Сход | ИСП 6    | АВТ 3    | ВЕЛ 5    | ВЕН 6    | БЕЛ 6    | НИД 5    | ИТА 4    | АЗЕ 18 | СИН 7    | США 2    | МЕХ 1    | САП Сход | ЛАС 3  | КАТ 6 | АБУ 2 | 5     | 290   |
| 2025  | Atlassian Williams Racing | Williams FW47    | Mercedes-AMG F1 M16 E Performance 1,6 V6T | P | АВС Сход | КИТ 10   | ЯПО 14   | БАХ Сход | САУ 8  | МАЙ 9  | ЭМИ 8    | МОН 10   | ИСП 14   | КАН 10   | АВТ НС   | ВЕЛ 12   | БЕЛ      | ВЕН      | НИД      | ИТА      | АЗЕ    | СИН      | США      | МЕХ      | САП      | ЛАС    | КАТ   | АБУ   | 15*   | 13*   |

* Сезон продолжается.